# Feidlimid mac Coirpri Chruimm
Feidlimid mac Coirpri Chruimm a peut-être été un roi de Munster (en irlandais : Muman), l'un des cinq royaumes d'Irlande, à la fin du VIe siècle. Il appartenait à la famille des Eóganacht Glendamnach, une branche du clan des Eóganachta descendant d'Óengus mac Nad Froích (mort en 489), le premier roi chrétien de Muman, par son fils Eochaid mac Óengusa. 

## Biographie
Feidlimid était le fils de Coirpre Cromm mac Crimthainn, un ancien roi de Muman mort vers 577. 
Toutefois, il n'est pas mentionné comme roi dans les annales ainsi que dans le Livre de Leinster. Il est présent uniquement dans les Laud synchronisms (avec un règne long de 17 ans), où une liste le nomme après son père et un cousin germain de celui-ci, Fergus Scandal mac Crimthainn, mort vers 582, de la branche des Eóganacht Airthir Chlíach. Toutes les autres références le remplacent par un autre Feidlimid, Feidlimid mac Tigernaig. 
Toutefois, les Annales de Tigernach placent en 582 la mort de Fergus Scandal auxquels elles donnent comme successeur immédiat Feidlimid mac Tigernaig. Selon la même source, Feidlimid mourut en 588. Or ces annales ne mentionnent qu'à partir de 596 les deux frères Garbán et Amalgaid mac Éndai, et sont muettes sur l'identité de celui qui régna entre 588 et 596, et qui pourrait être Feidlimid mac Coirpri Chruimm. 
Suivant les historiens Charles-Edwards et Byrne, les Laud synchronisms favorisent la branche de Glendamnach et sa liste de rois pourrait être en partie artificielle. 

## Sources
- (en) Anonyme, Laud Synchronisms en ligne, CELT (Corpus of Electronic Texts, University College Cork.
- (en) Anonyme, Annales de Tigernach en ligne, CELT (Corpus of Electronic Texts, University College Cork.
- (en) Anonyme, Livre de Leinster en ligne, CELT (Corpus of Electronic Texts, University College Cork.
- (en) Thomas M. Charles-Edwards, Early Christian Ireland, Cambridge University Press, Cambridge (2000).  (ISBN 0-521-36395-0).
- (en) Francis J. Byrne, Irish Kings and High-Kings, Four Courts Press, Dublin (2001).  (ISBN 978-1-85182-196-9).